# 南京都市圈环线高速公路
南京都市圈环线高速公路，中国国家高速公路网编号为G9904，起点位于来安县，途经天长市、仪征市、句容市、南京市、全椒县、滁州市，终点回到来安县，构成环线，全长282公里。也是中国国家高速公路网12条都市圈环线中唯一跨省的路线。

## 分段情况

### 天天高速段
全通。

### 新扬高速段
全通。

### 金禄高速段
建设中。

### 禄口至全椒段
规划中。